# 撒切尔 (亚利桑那州)
撒切尔（英語：Thatcher）是美国亚利桑那州格雷厄姆县下属的一座城鎮。面积约为6.13平方英里（约合15.9平方公里）。根据2010年美国人口普查，该鎮有人口4,865人，人口密度为724.6/平方英里。